# Pável Potápov
Pável Potápov –en ruso, Павел Потапов– es un deportista soviético que compitió en lucha grecorromana. Ganó tres medallas en el Campeonato Europeo de Lucha entre los años 1988 y 1991.

## Palmarés internacional
| Campeonato Europeo | Campeonato Europeo       | Campeonato Europeo | Campeonato Europeo |
| Año                | Lugar                    | Medalla            | Categoría          |
| ------------------ | ------------------------ | ------------------ | ------------------ |
| 1988               | Kolbotn (Noruega)        | Medalla de bronce  | 90 kg              |
| 1990               | Poznań (Polonia)         | Medalla de oro     | 90 kg              |
| 1991               | Aschaffenburg (Alemania) | Medalla de oro     | 90 kg              |